# アッパー・ウエスト・サイド
座標: 北緯40度47分13秒 西経73度58分31秒 / 北緯40.78694度 西経73.97528度

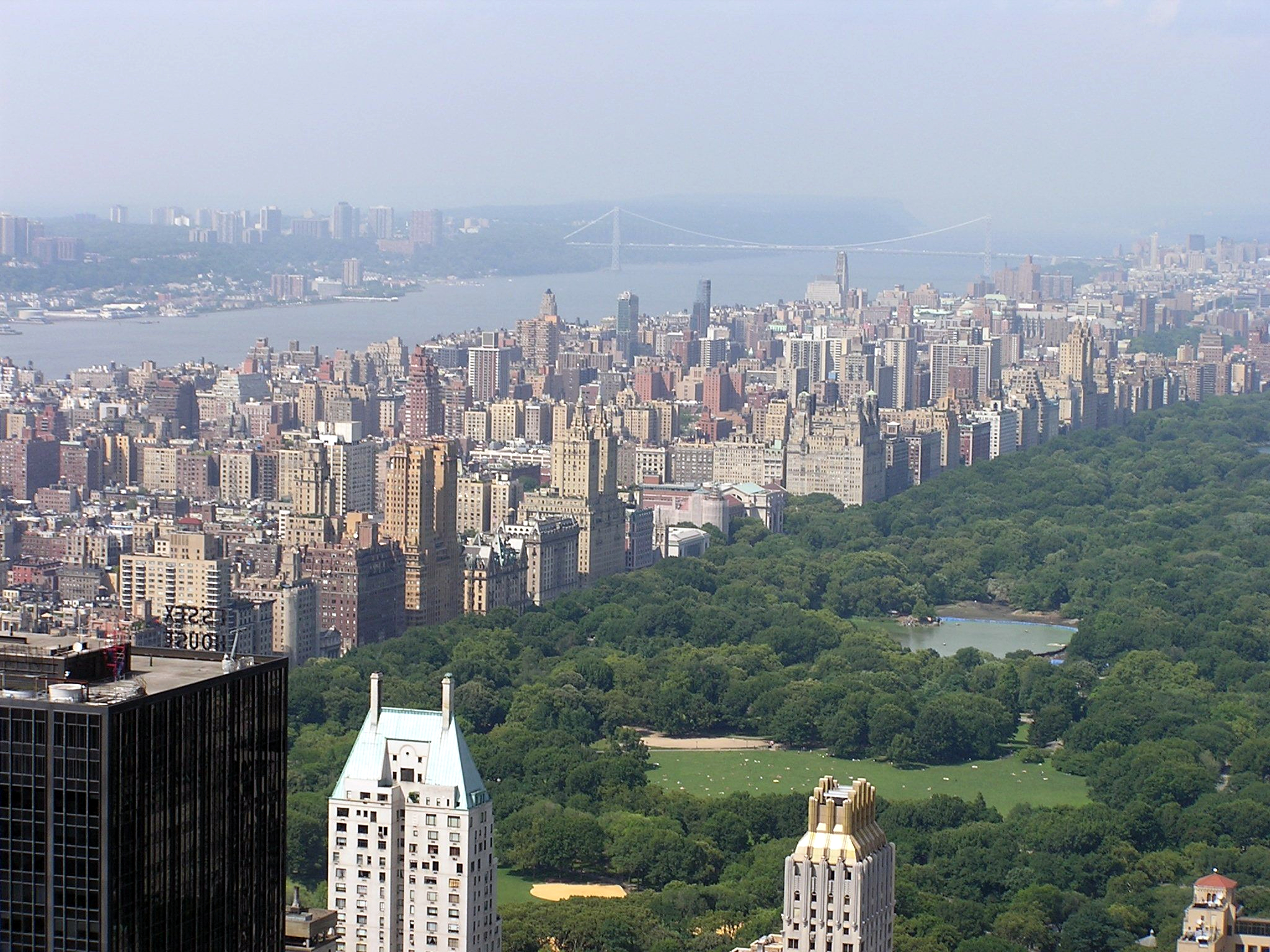
ロックフェラー・センターの展望台から見たアッパー・ウエスト・サイドとセントラル・パークおよびハドソン川。さらに奥にはジョージ・ワシントン・ブリッジが見える。

アッパー・ウエスト・サイド (Upper West Side) は、ニューヨーク市マンハッタン区の地区である。
英語の頭文字を取って、"UWS"と呼ばれることもある。

## 概要
アッパー・ウエスト・サイドの東端はセントラル・パーク、西端はハドソン川、南端は西59丁目、そして北端は西116丁目である。メディアや不動産業者によっては、モーニングサイド・ハイツもアッパー・ウエスト・サイドに含めるとすることもある。
アッパー・イースト・サイドと同様に、アッパー・ウエスト・サイドは主に高所得者向けの住宅街である。その住人の多くはミッドタウンやダウンタウンなどの商業エリアに通勤している。このエリアはニューヨーク市の文化的・知的活動（北端にはコロンビア大学がある）や、芸術活動（南端にはリンカーン・センターがある）の拠点として知られている。対するアッパー・イースト・サイドは商業やビジネス活動の拠点としての側面が強い。
ジョン・レノンなどが住んでいたことで有名なダコタ・ハウスや、アメリカ自然史博物館、ジュリアード音楽院、フォーダム大学などが所在する。
301 Freedom Place South 地区には、2018年1月12日に開校した、アッパー・イースト・サイド時代から変わらぬ名門の私立男子校であるカレッジエイト校が所在する。

## 地理

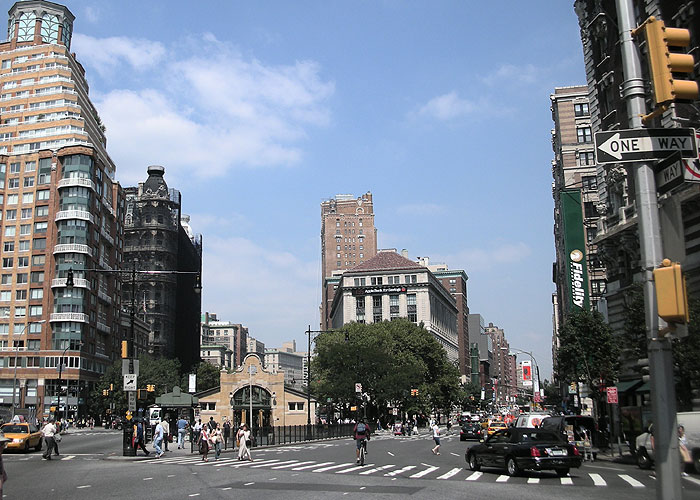
ブロードウェイおよびアムステルダム・アベニューの交差点にあるヴェルディ・スクエア。このスクエアの真ん中には72丁目駅がある。

アッパー・イースト・サイドの南端は59丁目、東端はセントラル・パーク、西端はハドソン川、北端は定義により異なる。歴史的にはセントラルパークの北端と同じ110丁目とされていたが、現在ではモーニングサイド・ハイツを包含する125丁目までとされることもある。西96丁目から西110丁目の間のブロードウェイよりも東のエリアはマンハッタン・ヴァレーと呼ばれる独立した地区とみなされることもある。西96丁目から西110丁目およびアムステルダム・アベニューからリバーサイド・パークに囲まれるエリアは、かつてブルーミング・ディストリクト (Bloomingdale District) と呼ばれていた。
アッパー・ウエスト・サイドを走る通りは、西から東へ順に、リバーサイド・ドライブ、ウエスト・エンド・アベニュー（11番街）、ブロードウェイ、アムステルダム・アベニュー、コロンバス・アベニュー（9番街）、セントラル・パーク・ウエスト（8番街）がある。このエリアの中心を走るブロードウェイは、他のアベニューと斜めに交差しながら南北に66ブロックを貫いている。72丁目から103丁目の間では他のアベニューと並行して走っている。ブロードウェイはこの地区の南端ではコロンバス・サークル（59丁目）の地点でコロンバス・アベニューと、リンカーン・スクエア（65丁目）の地点でコロンバス・アベニューと、ヴェルディ・スクエア（72丁目）の地点でアムステルダム・アベニューと交差し、ストラウス・パーク（別名ブルーミングデール・スクエア、107丁目）の地点でウエスト・エンド・アベニューと合流する。
伝統的にこの地区はかつてのHarsenville村（旧ブルーミングデール・ロード（現ブロードウェイ）と65丁目が中心）から110丁目まで渡るエリアであった。1900年代、67丁目以南のエリアにはアフリカ系アメリカ人が多く住み着いており、米西戦争のキューバのサン・フアン・ヒルの戦闘を戦ったアフリカ系アメリカ人兵士たちの名誉を称えサン・フアン・ヒルと呼ばれていた。
この地区には、タイム・ワーナー・センター、リンカーン・センター、アメリカ自然史博物館、アメリカ民芸博物館、ニューヨーク歴史協会、ビーコン・シアター、そしてダコタハウスなどが位置しており、モーニングサイド・ハイツには、セント・ジョン・ザ・ディヴァイン大聖堂、リバーサイド教会やコロンビア大学が位置している。また、ハドソン川沿いには、リバーサイド・パークがこの地区の全長に渡っている。

## 大衆文化におけるアッパー・ウエスト・サイド
アッパー・ウエスト・サイドが舞台となる小説、映画、ドラマおよび楽曲など
- ロー&オーダー
- ハンナとその姉妹
- アパートの鍵貸します
- ブラック・スワン
- アイズ ワイド シャット
- Gメン対間諜
- ナイト ミュージアム
- ウエスト・サイド物語